# Вильятуро, Сильвио
Сильвио Вильятуро (итал. Silvio Vigliaturo, род. 3 февраля 1949, Акри, Италия) — итальянский художник и скульптор.

## Идея творчества
Уже с десяти лет просыпается его страсть к рисованию. После смерти отца в 1962 году он переезжает с семьёй в Кьери, небольшой город поблизости от Турина. С этим городом у него возникает сильная духовная связь, здесь проходит весь его подростковый период. В 16 лет он знакомится с Луиджи Бертанья (учеником Джакомо Гроссо), который передаёт ему базовые знания рисунка путём изучения фигуры. В 70-е годы, с помощью художника Едоардо Ферреро, тоже из Кьери, он углубляет использование красок и отрабатывает пейзажное мастерство. Продолжая развивать эту тему в течение десяти лет, он участвует в многочисленных конкурсах и персональных выставках в Италии. Эта творческая фаза характеризуется первыми городскими пейзажами, и цветовой компонент со стремительной уверенностью врывается в его творчество.

## 80-е годы
80е года были важным этапом, богатым плодотворными стимулами и развитием, что окажет огромное влияние на его дальнейшую деятельность. В эти годы он уезжает на кратковременные периоды в Венецию. Но только город Мурано незаметно начал пробуждать в нём сильный интерес в связи с воспоминаниями детства, когда он посещал мастерскую стеклодува. В Венеции в 1986 году он посещает выставку Futurismo & Futuristi, которая очаровывает его до глубины души своей современной поэтикой. В этот момент его концепция живописи переживет резкую перемену: он отказывается от академических предписаний реализма и начинает серьёзно изучать творчество Пикассо, Миро, Матисса и Шагала, приближаясь к идее экспрессионистского футуризма. В июне 1989 устраивается его первая персональная выставка в Венеции в Галерее Сан Видал Архивная копия от 9 октября 2011 на Wayback Machine. Годы экспериментов новой концепции живописи приводят его к созданию больших по размеру работ, как например из цикла «верфи» и «сражения».

## 90-е годы
Вильятуро входит в фазу свободной композиции, и в это время одна за другой проводятся его выставки: в 1990 году в Доме правительства Региона Пьемонте в городе Турин, в 1990 и в 1993 также в художественных галереях в Турине (выставки организованные критиком Анджело Мистранджело). В 1992 году в галерее Accademia он знакомится со скульптором Сандро Черки, профессором Академии Прекрасных Искусств города Турин, который посвятит его в скульптурное дело. В середине 80-х Вильятуро снова работает над стеклом и создаёт мастерскую артистического стекла, активную по сей день, на площади Дуомо в городе Кьери, где продолжает проводить эксперименты, которые приведут его к идее сплавов из стекла. В это же время он получает первые заказы на изготовление витражей для приходской церкви Санта Мария делла Скала, а также для кафедрального собора города Кьери.
В сентябре 1994 года в Галерее MontMartre города Парма проходит его первая важная выставка скульптур из сплавов стекла «Giocoluci in vetro» (игры света из стела). Его поездки в Венецию и Мурано становятся частыми, и именно в этот период его живопись обретает всё более сильную связь со скульптурой, повторяя её темы, пластику и игру цвета, а новые поиски снова приближают его к фигуре.
Во второй половине 90х годов проводятся одна за другой персональные и коллективные выставки живописи и скульптуры. В 1996 году он участвует в выставке Artissima в Турине. С этого момента его работы завоевывают зарубежный рынок благодаря его участию в самых важных европейских выставках искусства: ST’Art в Страсбурге, Kunst RAI в Амстердаме, Holland Art Fair of Den Haag в Голландии, Stockholm Art Fair в Швеции.
Первую монографию, посвящённую Сильвио Вильятуро под названием «Стеклянные вибрации», публикует Barengo Fine Arts и выпускается издательством Marsilio Editori в 1998, в этом же году проходит выставка Glass.
Затем последуют в 1999 персональная экспозиция на выставке Arte Fiera в Болонье, экспозиция Made in Murano и выставка «Making Art with Glass» в рамках интернациональной выставки кино в Венеции . В это время Вильятуро не останавливает ни на минуту свои технические эксперименты и это приводит его к разработке техники вдува воздуха в сплавы стекла. Результаты этого процесса он представил в Сеговии (Испания) в 2000 году на выставке и на конференции организованных престижным фондом Centro Nacional del Vidri, куда его пригласили для того, чтобы он проиллюстрировал свою технику наряду с наиболее известными в мире мастерами по стеклу. Это были годы интенсивной работы и в его художестве все более преобладает скульптурная основа, а зарубежные критики все больше интересуются его техникой стеклоплавления.

## 2000-е годы
В 2000 году он выставляет свои работы на персональных экспозициях в Венеции в знаменитом Palazzo delle Prigioni, в Падуе на выставке Fiera Arte и в Шангае на Shangai Art Fair. В этот год журналы Art Leader, D’A, Artigianato e Alte Vitrie, изданные Музеем Стекла города Альтаре посвятили Вильятуро свои обложки и обширные статьи. В этом же году выходит вторая монография под названием «Glass and I…» издательства Marsilio.
Персональные выставки:
- Palazzo delle Prigioni Nuove, Venezia, Italy
- Villa Giulia, Verbania, Italy
- Il colore del vetro, Chiesa di San Lorenzo, Aosta, Italy
- Fundación Centro Nacional del Vidrio, Berengo Collection, La Granja de San Ildefonso, Spain
- Art Resources Gallery, Edina, MN, USA

Коллективные выставки:
- Arte Padova — padiglione culturale La figura umana -, Padova, Italy
- ARTSUR, Berengo Fine Arts, Madrid, Spain
- Shanghai Art Fair, Berengo Fine Arts, Shanghai, China

В 2001 году Вильятуро был приглашён в качестве единственного итальянского артиста на выставку искусств International Glass Fair в Тайване для проведения экспозиции в Hsinchu Municipal Glass Museum и конференции, посвященной его творчеству. Он участвует также на выставке Italy and Japan в Токио и Гонконге на выставке «Italy 2001, Quality and life style».
Широкое признание творчества Вильятуро на национальном уровне пришло со стороны Berengo Fine Arts. В итальянском еженедельнике «Oggi» выходит статья о Сильвио Вильятуро, а передача «Uno mattina», по каналу Rai Uno, приглашает его представить свою оригинальную технику стеклоплавления. Вильятуро участвует на самых престижных выставках в Соединённых Штатах: на «Sofa» в Нью-Йорке и Чикаго, на «Palm Beach Contemporary» и на «Art Miami», по поводу чего журнал «World Sculpture News», распространяемый в Азии и Америке, публикует о нём статью под авторством Хилари Блинкс.
В эти годы развивается интерес к монументальным скульптурам и Сильвио Вильятуро создает работы больших размеров из стекла и стали, которые были размещены на открытом воздухе в исторических центрах Вербании и Аосты во время проведения персональной выставки в церкви Сан Лоренцо, проведённой Паоло Леви и организованной регионом Валле д’Аоста.
Персональные выставки:
- Italy 2001, Quality and life style, Berengo Fine Arts, Hong Kong, China
- Kwai Fung Hih Gallery, Hong Kong, China
- Silvio Vigliaturo: Glass…and I, Berengo Collection Gallery, Arnhem, The Netherlands
- Galleria Cortequattro, Cividale del Friuli (Ud), Italy
- Galerie L’eclat du Verre, Les Antiquaire du Louvre, Paris, France
- Italy and Japan, Galerie Nichido, Tokio, Japan

Коллективные выставки:
- Art Miami, Berengo Fine Arts, Miami, FL, USA
- Palm Beach Contemporary, Berengo Fine Arts, Palm Beach, FL, USA
- Expo Arte, Fiera del Levante, Galleria Ikonos, Bari, Italy
- Galerie Bonnard, Nuenen, The Netherlands
- Berengo Collection — Glaskunst aus Venedig, Kulturwerkstätte, Kilb, Austria
- Hsinchu International Glass Art Fear, Berengo Fine Arts, Hsinchu, Taiwan

2002 год стал для Вильятуро годом интенсивной работы. Он выставляется в Galeria d’Art Arnau (Барселона), а затем участвует на конференции в Escola d’Arts i Oficis del Trebal с присутствием Иосифа Мария Субирачеса, продолжателя эпохального построения Саграда Фамилья. Затем следуют выставки в Уотерфорде(Ирландия), в Готеборге (Швеция) и в Риволи (Италия), в Венеции, а благодаря выставке в Palazzo del Capo di Belvedere Marittima, которая завершилась конференцией в университете города Козенца, он снова сближается с родным краем Калабрией, прежде всего через персональную выставку «Душа стела» в своём родном городе в сотрудничестве с фондом Винченцо Падула. По этому поводу вышла в свет третья монография под названием Душа стекла, издательства Марсилио в 2002 году. Таким образов эта выставка закрепляет его тесную связь с родным городом и является прелюдией к построению одноимённого Музея.
Персональные выставки:
- Benzoni-Vigliaturo, due artisti a confronto, Palazzo delle Prigioni Nuove, Venezia, Italy
- Galeria Arnau, Barcellona, Spain
- Artists in Glass, The International Glass Art Festival, Berengo Collection, Waterford, Irlanda
- Made in Venice, Röhsska Museum, Berengo Collection, Goteborg, Sweden
- La silenziosa anima del vetro, Torre della Filanda, Rivoli (To), Italy
- L’anima del vetro, Palazzo Sanseverino-Falcone, Acri (Cs), Italy

Коллективные выставки:
- Art Miami, Berengo Fine Arts, Miami, FL, USA
- Palm Beach Contemporary, Berengo Fine Arts, Palm Beach, FL, USA
- Art Innsbruck, Berengo Fine Arts, Innsbruck, Austria
- Cleary First, Berengo Fine Arts, New York, NY, USA
- Kunst Koln Internazionale Messe, Berengo Fine Arts, Colonia, Germany
- Art Sud, Berengo Fine Arts, Paris, France
- SOFA New York, Berengo Fine Arts, New York, NY, USA
- Percorsi nel ’900, Galleria Montmartre, Parma, Italy
- Open 2003, «Arte & Cinema», Lido di Venezia, Venezia, Italy
- Midsummery 2002, Gallery VIP’s, Rotterdam, The Netherlands
- SOFA Chicago, Berengo Fine Arts, Chicago, IL, USA
- AFA Artfair Autotron, Berengo Fine Arts, Rosmalen, The Netherlands
- Art Goddesses, Art Gallery Gooilust, 'S-Graveland, The Netherlands

В 2003 году галерея Berengo Fine Arts выставляет его работы в Art Dubai в Саудовской Аравии, открывая таким образом дорогу на Восток, и в Синчу (Тайвань) на выставке под названием «Alchemy of Glass. The imaginary bestiary» (рус. Алхимия Стекла. Фантастические животные) в Hsinchu Municipal Glass-Museum в рамках Интернациональной выставки стела. В этом же году журнал «Pagine del Piemonte», издательства Priuli & Verlucca помещает работу Вильятуро на обложке летнего номера и печатает о нём статью автора Анджело Мистранджело.
Персональные выставки:
- Galeria Arnau, Barcellona, Spain
- Galeria Kroma, Saint Felice de Guixols, Girona, Spain
- Galerie Daudet, Toulouse, France

Коллективные выставки:
- Art Miami, Berengo Fine Arts, Miami, FL, USA
- Palm Beach Contemporary, Berengo Fine Arts, Palm Beach, FL, USA
- ST’Art, Berengo Fine Arts, Strasbourg, France
- STHLM Art Fair, Berengo Fine Arts, Stockholm, Sweden
- Art Form, Berengo Fine Arts, Palm Beach, FL, USA
- SOFA New York, Berengo Fine Arts, New York, NY, USA
- Art Dubai, Berengo Fine Arts, Dubai, Arabe Saudite
- Kunst RAI, Berengo Fine Arts, Amsterdam, The Netherlands
- Heads up, Vespermann Gallery, Atlanta, Georgia, USA
- SOFA Chicago, Berengo Fine Arts, Chicago, IL, USA
- Berengo Fine Arts Gallery, Arnhem, The Netherlands
- ALCHEMY OF GLASS: The imaginary bestiary, Hsinchu Int’l Glass Art Festival, Hsinchu Municipal
- Glass-Museum, Hsinchu, Taipei, Taiwan

Летом 2004 года провинция Турина посвящает ему персональную выставку скульптур и картин. Осенью 2004 года National Liberty Museum в Филадельфии получает в дар от Berengo Fine Arts статую Вильятуро «Nobildonna» по случаю благотворительного аукциона Glass Now, на котором было продано более 300 престижных работ знаменитых мастеров стекла.
Персональные выставки:
- Palm Beach Contemporary, Berengo Fine Arts, Palm Beach, FL, USA
- Allusioni e Trasparenze, Palazzo Cisterna, Torino, Italy
- Allusioni e Trasparenze, Berengo Fine Arts Gallery, Arnhem, The Netherlands

Коллективные выставки:
- Art Miami, Berengo Fine Arts, Miami, FL, USA
- ST’Art, Berengo Fine Arts, Strasbourg, France
- STHLM Art Fair, Berengo Fine Arts, Stockholm, Sweden
- Kunstrai, Berengo Fine Arts, Amsterdam, The Netherlands
- SOFA 2004 New York, Berengo Fine Arts, New York, NY, USA
- International Art & Design Fair 2004, Berengo Fine Arts, New York, NY, USA
- SOFA Chicago 2004, Chicago, IL, USA

2005 год был богат встречами и событиями. В январе Вильятуро снова едет в США для участия в выставках Art Miami и Palmbeach3 Contemporary и в то же время продолжает выставлять свои работы на основных выставках искусства в Европе. Он также получил возможность провести цикл выставок в некоторых музеях современного искусства в странах Балтики, начав с персональной выставки в Музее Иностранного Искусства в Риге, затем в M. K. Ciurlionis National Art Museum в Каунасе и наконец в Литовском Музее Искусств в Клайпеде. В этом же году журнал «Arte Mondadori» посвящает ему монографию в качестве приложения к журналу и помещает о нём статью, а итальянская газета «Il Giornale» в своём приложении «Mete d’élite» (рус. элитные достопримечательности) для туризма посвящает Вильятуро обратную сторону обложки и статью с интервью.
Персональные выставки:
- Palmbeach3 Contemporary, Berengo Fine Arts, Palm Beach, FL, USA
- Museum Of Foreign Art, Riga, Latvia
- Zantman Art Galleries, Palm Desert, CA, USA
- Arlecchino e la Torre di Babele, Galleria Wunderkammer, Torino, Italy
- Gallery Vespermann, Atlanta, GE, USA
- Artifici in trasparenza, Galleria «Le Muse», Cosenza, Italy
- Magiche alchimie trasparenti, M. K. Ciurlionis National Art Museum, Kaunas, Lithuania
- Galleria Rosenthal Studio Haus, Hamburg, Germany
- Nuovo Rinascimento del vetro, Palazzo Pretorio-Museo Civico-Museo «Bernardini-Fatti» della
- Vetrata antica, San Sepolcro (Ar), Italy
- Lithuanian Art Museum, Klaipeda, Lithuania

Коллективные выставки:
- Art Miami, Berengo Fine Arts, Miami, FL, USA
- ST’Art Fair, Berengo Fine Arts, Strasbourg, France
- KunstKoln 2005, Koln, Germany
- Holland Art Fair, Berengo Fine Arts, Den Haag, The Netherlands
- STHLM Art Fair, Berengo Fine Arts, Stockholm, Sweden
- 5 Jaar V!P’s, Gallery VIP’s, Rotterdam, The Netherlands
- SOFA New York 2005, Berengo Fine Arts, New York, NY, USA
- III Biennale Internazionale d’Arte Contemporanea «Magna Grecia», Collegio Sant’Adriano,
- San Demetrio Corone (Cs), Italy
- Singapore Art Fair, Berengo Fine Arts, Singapore
- Art Verona 2005, Berengo Fine Arts, Verona, Italy
- Metafore e trasparenze, Berengo Collection, Parco Culturale «Le Serre»,
- Sala espositiva «La nave», Grugliasco (To), Italy
- SOFA Chicago, Berengo Fine Arts, Chicago, IL, USA
- Mirabilia Fiunt, Galleria San Ludovico, Parma

На XX зимних Олимпийских играх и Паралимпийских играх в Турине 2006 года, художник выбирает Виглиатуро отзывы, поручив работу по созданию признаки света. В июне 2006 года он был открыт в Акко, МАСА — Museo d’Arte Civico Contemporanea Сильвио Виглиатуро.
Nel 2006 Vigliaturo riceve la nomina di testimonial artistico della Provincia di Torino ai XX Giochi Olimpici
Invernali tenutisi a Torino. Inoltre, viene pubblicata la prima monografia dell’artista, intitolata Works, opere
editata da Priuli & Verlucca. Nel Giugno dello stesso anno la Città di Acri gli dedica un museo — il MACA -
Museo Arte Contemporanea Acri — che, oltre a ospitare una collezione permanente delle sue opere, intesa
come un vero e proprio percorso biografico — più di duecento opere, custodite in undici delle trenta sale del
Palazzo Sanseverino, sede del MACA, che rappresentano l’evoluzione dell’artista segnandone le tappe
fondamentali dell’incessante ricerca, dagli esordi sino alla più raffinata elaborazione della sua
personalissima tecnica -, propone regolarmente importanti mostre d’arte contemporanea di respiro
internazionale con il preciso intento di rafforzare il percorso di rinascita culturale della Calabria.
Персональные выставки:
- Visione obliqua, Galleria La Traccia, Torino; Italy

24 giugno: inaugurazione del MUSEO CIVICO D’ARTE CONTEMPORANEA SILVIO VIGLIATURO,
(Palazzo Sanseverino Falcone, Acri — CS), che ospiterà la collezione composta da 237 opere
e sarà anche centro espositivo e laboratorio per l’arte contemporanea, oltre che luogo di
incontro e scambio per pubblico, artisti e critici.
- Chiera Santa Maria della Spina, Pisa, Italy

Коллективные выставки:
- Art Miami, Berengo Fine Arts, Miami, FL, USA
- Palm Beach Jewelry & Antique Show, Berengo Fine Arts, Palm Beach, FL, USA
- Olympia Spring Fine Arts & Antiques Fair, Berengo Fine Arts, London
- Hsinchu Municipal Glass-Museum, Berengo Collection, Hsinchu, Taipei, Taiwan
- Islands of glass, the art of Murano glass, 1920—2005, Berengo Collection, Eretz Israel Museum, Tel Aviv, Israel
- 16 февраля 2006, Bailey House INC. 275 Seventh Avenue 12th Floor, New York NY 10001 USA — Opera: «To Be»
- 29 апреля 2006, Urbanglass 647 Fulton Street NY 11217 Brooklyn USA — Opera: «Nobildonna»
- 17 июня 2006, GAS — Glass Art Society 3131 Western Avenue Suite 414, Seattle Washington 98121 USA — Opera: «Angeli e Diavoli»
- Facing 1200°, Glasskulpturen der Berengo Collections, Museum Moderner Kunst Kaernten, Klagenfurt,Austria
- Art Verona 06, l’arte e i suoi percorsi , Verona, Italy
- SOFA Chicago 2006, Chicago, USA
- Mirabilia Fiunt, Dai bestiary medievali alle creature fantastiche della Collezione Berengo, Galleria San Ludovico, Parma, Italy
- ST’ ART Strasbourg, Strasburgo, France
- 8^ Immagina Arte in Fiera, Reggio Emilia, Italy

В 2007 году
Персональные выставки:
- Trasparenza come equilibrio, Aula Magna Università della Calabria, Arcavacata di Rende, (Cs),Italy
- «Works, opere», presentazione della monografia edita Priuli & Verlucca, Libreria Fontana, Torino (Italy)

Коллективные выставки:
- Art Miami 2007, Miami Beach, USA
- Konst Massan, Sollentuna, Sweden
- Palm Beach Jewelry, Art & Antique Show, Palm Beach, USA

В 2008 году художник был назначен «лицом» Университета Калабрии. 
Это признание за заслуги перед UNICAL — Университетом Калабрии, с которым он сотрудничает в продвижении молодых художников национальной сцены через приз Огонь искусства (Il fuoco dell'arte).
- с 14 марта по 6 апреля 2008, Il linguaggio della materia, Sala delle Arti, Certosa Reale di Collegno (To)
- с 28 июня по 30 августа 2008, L’Università dell’Arte Vetraria di Altare e Vigliaturo, Villa Rosa, Piazza Consolato 4, Altare (Sv)
- с 26 сентября по 5 октября 2008, Altra Terra, 48a Mostra della Ceramica, 5a Mostra di Arte Applicata, Castellamonte (To)
- с 4 октября по 2 ноября 2008, Il linguaggio della Materia, Castello Visconteo Sforzesco di Galliate (No)
- с 18 декабря 2008 по 18 декабря 2009, L’Oro del Busento e le opere di Silvio Vigliaturo, BCC Mediocrati Sala «De Cardona», Centro Direzionale BCC Mediocrati, Rende (CS)

Pur continuando il suo innovativo lavoro di sperimentazione con il vetro — i cui ultimi risultati sono stati
presentati nell’estate 2009 alla mostra Acqua mediterranea. Solidificazione, colore di Vigliaturo, presso il
MACK — Museo d’Arte Contemporanea di Crotone -, nell’ultimo anno Vigliaturo si è anche dedicato a un
primo approccio alla terra cotta da cui sono nate le sculture che hanno dato vita, prima alla personale Altra
terra, contaminazioni strada facendo e poi, come parte di una riflessione sul tempo e le sue stratificazioni,
alla mostra tenutasi presso il Museo Nazionale Archeologico della Sibaritide, dal titolo Kleombrotos -
Vigliaturo, una lettera dal passato. Il 25 settembre 2009, a Pianezza (To), è stata inaugurata la maestosa
scultura L’uomo al centro dell’universo, opera in acciaio e vetro alta più di sei metri e larga quattro.
Attualmente alcune opere di Vigliaturo sono esposte presso lo spazio Al Qasba di Sharja negli Emirati Arabi.
- с 21 декабря 2008 по 1 марта 2009, Altra Terra contaminazioni strada facendo MACA — Museo Arte Contemporanea Acri
- с 18 апреля по 31 августа 2009, Кleombrotos — Vigliaturo, una lettera dal passato Museo Nazionale Archeologico della Sibaritide
- с 6 по 9 мая 2009, Silvio Vigliaturo, piccole presenzeGalleria d’arte Micrò, Piazza Vittorio 10 — 10123 Torino
- с 30 мая по 5 июля 2009, Silvio Vigliaturo, «Piccolo è bello!» opere di Silvio Vigliaturo fotografate da Roberto Ferraris Centro Culturale Leonardo da Vinci — Sala Metallica, San Donà di Piave, Piazza Indipendenza 1
- с 5 июня по 30 августа 2009, Acqua Mediterranea, Solidificazione, Colore di Vigliaturo, MACK — Museo d’Arte Contemporanea Krotone
- 25 сентября 2009, L’uomo al centro dell’universo Inaugurazione della scultura L’uomo al centro dell’universo, SS 24 incrocio via Airauda, Pianezza (TO)
- с 17 октября по 15 ноября 2009, Il Melograno. Opere di Silvio Vigliaturo, Villa Casalegno — Via al Borgo 2, 10044 Pianezza (To)
- с 3 по 31 октября 2009, Moda e Made in Italy tra Arte e Design, La qualità oltre la griffe, Imbiancheria del Varjo — Via Imbiancheria 12, 10023 Chieri (To)
- с 7 декабря 2009, Silvio Vigliaturo — Personale Italian Festival Weeks — Al Quasba, Sharja, UAE

## 2010-е годы
- с 8 мая по 30 июня 2010, Silvio Vigliaturo. «Mescolanze», куратор Luca Beatrice, Museo del Presente, Via Nicolaj Lenin, 87036, Rende (Cs)
- с 3 сентября по 3 октября 2010, Peccato Originale di Silvio Vigliaturo — 50esima Mostra della Ceramica di Castellamonte(TO)
- с 9 октября 2010 по 27 февраля 2011, Le Amazzoni di Silvio Vigliaturo in mostra ad Acri
- с 31 июля 2011 по 19 ноября 2011, на 54. Biennale di Venezia, куратор Vittorio Sgarbi.

## Публичные коллекции
- Glass Museum Alterhof Herding, Ernsting, Germany;
- Biblioteca Nacional, Madrid, Spain;
- Pinacoteca Civica Palazzo dei Musei, Varallo Sesia (Vc), Italy;
- Regione Piemonte, Palazzo Lascaris, Turin, Italy;
- Museo dell’Automobile, Turin,Italy;
- Museo Arte Vetraia, Altare (Sv), Italy;
- Fundacion Centro Nacional del Vidrio, La Granjia, Segovia, Spain;
- Haags Gementee Museum, Den Haag, The Netherlands;
- Hsinchu Municipal Glass Museum, Hsinchu, Taiwan;
- Museo ebraico dei Lumi, Casale Monferrato (Al), Italy;
- Provincia di Torino, Palazzo Cisterna, Turin, Italy;
- MACA-Museo civico d’Arte Contemporanea Silvio Vigliaturo, Acri (Cs), Italy;
- University of Calabria, Arcavacata di Rende (Cs), Italy;
- Museum of erotic art, Las Vegas, Nevada, Nevada, USA.

### Монографии
- Vibrazioni in vetro, Venezia, Marsilio Editori, 1998. ISBN 8831769839
- Glass and I, Venezia, Marsilio Editori, 2000. ISBN 883177669X
- L’anima del vetro, Venezia, Marsilio Editori, 2002. ISBN 883177669X
- Made in Venice, Marsilio Editori, 2002.
- Artists in glass, Marsilio Editori, 2002.
- Allusioni e trasparenze: Silvio Vigliaturo, Torino, Giorgio Mondadori, 2004. IT\ICCU\TO0\1665570
- Silvio Vigliaturo. Works, Opere, Scarmagno (Torino), Priuli & Verlucca, 2006. ISBN 888068342X

## Видео
- Silvio Vigliaturo. Arte in Vetro. Arts in glass на YouTube
- Pino Nano racconta Silvio Vigliaturo на YouTube
- Silvio VIGLIATURO. Amazzoni al Duomo на YouTube
- MACA — Museo Arte Contemporanea Acri _ Le opere di Silvio Vigliaturo на YouTube
- SILVIO VIGLIATURO AL MUSEO DEL PRESENTE на YouTube